# Ballard County
Ballard County je okres na západě státu Kentucky v USA. K roku 2010 zde žilo 8 249 obyvatel. Správním městem okresu je Wickliffe. Celková rozloha okresu činí 709 km². Na severu a západě sousedí se státem Illinois a na jihozápadě s Missouri.

## Sousední okresy
| Růžice kompasu |                         | Pulaski County (IL) |                  | Růžice kompasu |
| Růžice kompasu | Alexander County (IL)   | Sever               | McCracken County | Růžice kompasu |
| Růžice kompasu | Alexander County (IL)   | Ballard County      | McCracken County | Růžice kompasu |
| Růžice kompasu | Alexander County (IL)   | Jih                 | McCracken County | Růžice kompasu |
| Růžice kompasu | Mississippi County (MO) | Carlisle County     |                  | Růžice kompasu |